# 南亜
南亜（なんあ、中国語発音：ナンヤー）は、台湾の企業グループ。台塑集團（旧・台湾プラスチック、Formosa Plastics Group、FPG）傘下。本社は台北市松山区にある。
中心はプラスチックメーカーの南亜プラスチック（南亞塑膠工業股份有限公司、Nan Ya Plastics Corporation、NPC）。1958年に「南亞塑膠加工廠股份有限公司（南亞プラスチック加工場株式会社）」という社名で高雄を拠点に設立。その後は台湾プラスチックグループ内の「新東塑膠製品廠股份有限公司（新東プラスチック製品場株式会社）」の合併を機に現在の社名に改名。国際的には、1995年に沖電気との合弁事業として始めたDRAMメーカーの南亜科技（ナンヤ・テクノロジー、南亞科技股份有限公司、Nanya Technology Corporation、NTC）で知られる。
同じ台湾の南亜技術学院とは無関係である。

## 主な企業
- 南亜プラスチック（中国語版）（南亞塑膠股份有限公司、Nan Ya Plastics Corporation、NPC） - プラスチック
- 南亜科技（南亞科技股份有限公司、Nanya Technology Corporation、NTC） - DRAM
- 南亜電路板（南亞電路板股份有限公司、Nan Ya Printed Circuit Board Corporation、NYPBC） - プリント基板
- 南亜光電（南亞光電股份有限公司、Nan Ya Photonics Inc.、NPI） - LED
- 日本ナンヤ・テクノロジー